# Piotr Nawara
Piotr Stanisław Nawara (ur. 2 stycznia 1970 w Krakowie) –  polski architekt, projektant, założyciel pracowni projektowej MoonStudio

## Życiorys
Ukończył Akademię Sztuk Pięknych. Założył biuro architektoniczne MoonStudio.

## Wybrane projekty
- Budynek mieszkalny wielorodzinny „Dom z Gontu” Kraków ul. Kasztanowa 11 (2003) we współpracy z Agnieszką Szultk i Sławomirem Zielińskim[3]
- 2004: RMF Media Complex – projekt zmiany estetycznego wizerunku architektonicznego obiektu ( we współpracy z Agnieszka Szultk)[4]
- We współpracy z Stanisławem Deńko zaprojektował budynek Ośrodka Dokumentacji Sztuki Tadeusza Kantora (Cricoteka)[5].
- 2014: biurowiec Alma Tower w Krakowie (we współpracy z Bartłomiejem Łobaziewiczem (nsMoon Studio) i Stanisławem Deńko (Wizja Biuro Architektoniczne)[6]

## Nagrody
- 2004: Nagroda Roku SARP w kategorii „Inwestycja”- Dom z gontu[7]
- 2004:  Nagroda Roku SARP - za realizację roku oraz nagroda w kategorii „Budynek mieszkalny”[7]
- 2004: Kompleks budynków RMF Media Complex otrzymał I Nagrodę w konkursie Polski Cement w Architekturze[4]
- 2005: Nominacja do Światowej Nagrody Miesa van der Rohe[8] za projekt RMF Media Complex [9]
- 2006: I nagroda w konkursie na projekt koncepcji architektoniczno–urbanistycznej siedziby Ośrodka Dokumentacji Sztuki Tadeusza Kantora (Cricoteka)[7]
- 2010: 40under40. Nagrody przyznawanej przez Stowarzyszenie młodych Architektów i Designerów dla 40 najlepszych architektów młodego pokolenia[8]
- 2014: III miejsce  w konkursie na projekt koncepcji architektoniczno–urbanistycznej Muzeum Sztuki Nowoczesnej w Warszawie i TR Warszawa[7]
- 2014: Nagroda Główna Stowarzyszenia Architektów Polskich Roku 2014 za Muzeum Tadeusza Kantora i Siedziby ODSTK Cricoteka[7]
- II nagroda w konkursie na projekt koncepcji architektoniczno–urbanistycznej Portu Lotniczego im. Jana Pawła II w Balicach.
- 2015: Nominacja do Światowej Nagrody Miesa van der Rohe[8]
- 2014: Nagroda Architektoniczna POLITYKI – Grand Prix 2014 za Muzeum Tadeusza Kantora i Siedziby ODSTK Cricoteka
- 2017: I miejsce nsMoonStudio w konkursie architektonicznym na opracowanie projektu wnętrz i wystaw NCKF w Łódź EC1 Wschód w Łodzi[10][11]
- 2017: Osobowość Branży 2017. Budownictwo[12].